# 康澤花園

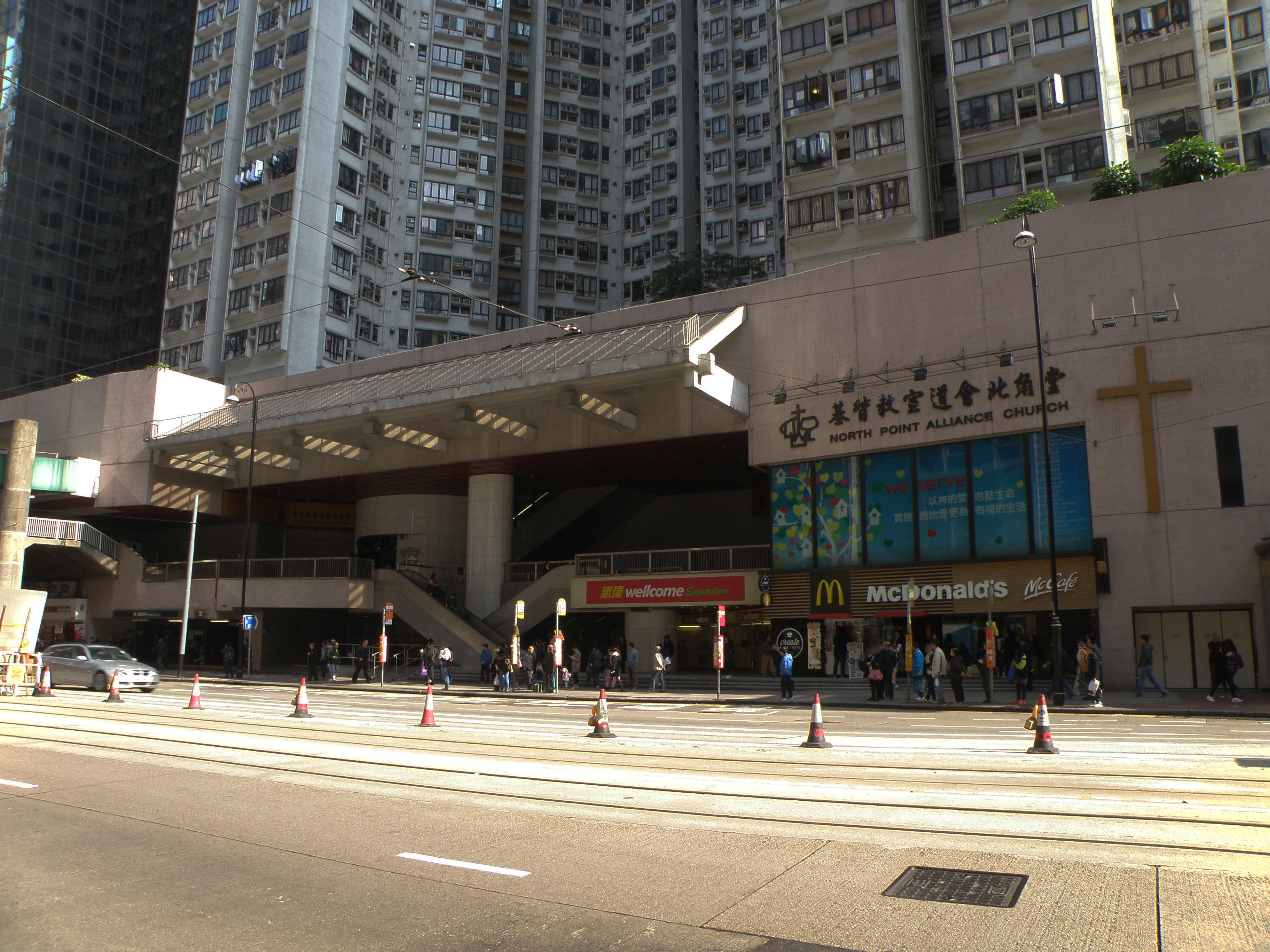
康澤花園基座

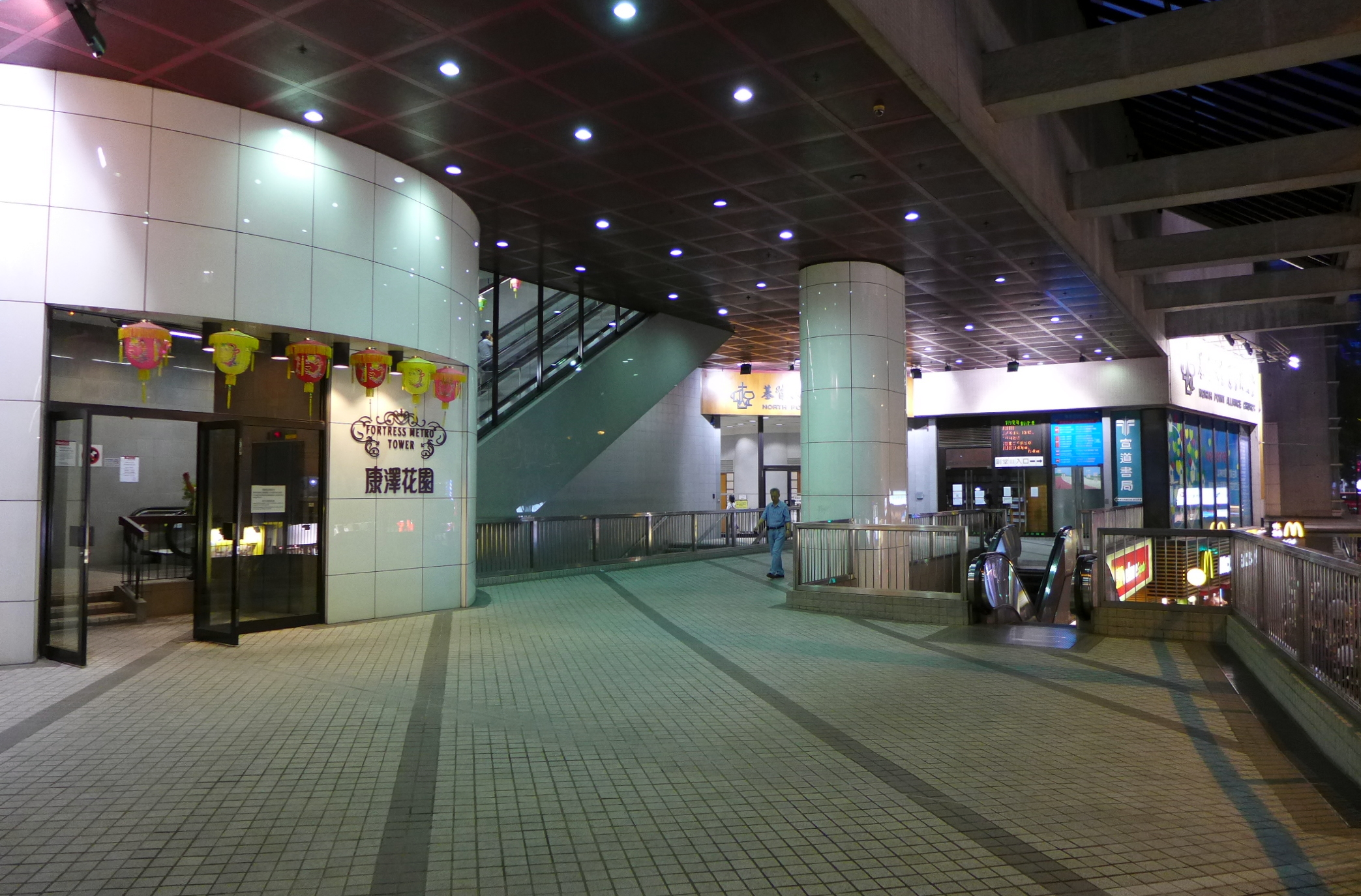
康澤花園1樓通道

康澤花園（英語：Fortress Metro Tower）位於香港炮台山英皇道238號，是港鐵炮台山站上蓋住宅物業，由恒隆地產（佔60％）、新世界發展、廖創興企業、萬邦投資及中建企業合組的財團及地下鐵路公司（今港鐵公司）發展，由興業建築師事務所設計，該物業於1985年8月中開始發售，1987年入伙。 

## 住宅
住宅樓高34層，分為4座，1層6伙，總共757個單位，主攻兩房及三房，面積由約507至822方呎，實用率約七成半。間隔方面，兩房主要分為兩類型，細兩房面積500餘方呎，另一類為600餘至700多方呎大兩房；至於三房戶面積由約724至822方呎。有一部份康澤花園住戶不能看到海景，因為向維多利亞港的北面有一列舊樓阻隔，包括英皇大廈、六合商業大廈、中南大廈、公主大廈等，低層戶會受英皇道噪音影響。南面享有寶馬山山景，環境亦較清幽。

## 設施
有24小時物業管理和保安，2樓設私家花園平台。

## 基座
康澤花園地底是港鐵港島綫炮台山站，基座是商舖及惠康超級廣場，1樓平台設置行人天橋通往電氣道市政大廈及宣道會北角教堂、書局和寫字樓教友活動室。康澤花園住宅入口在2樓，各層有行人電梯及升降機連接。基座車輛通道位於炮台山道，並設有炮台山站通風井。